# Gerhard Schreiber (Theologe)
Gerhard Schreiber (* 1978 in Neuendettelsau) ist ein deutscher evangelischer Theologe und Professor für Sozial- und Technikethik an der Helmut-Schmidt-Universität/Universität der Bundeswehr Hamburg.

## Leben
Schreiber studierte Evangelische Theologie an der Augustana-Hochschule Neuendettelsau und den Universitäten in München und Heidelberg. Nach dem Ersten Theologischen Examen bei der Evangelisch-Lutherischen Kirche in Bayern arbeitete er von 2005 bis 2010 als Gastwissenschaftler am Søren-Kierkegaard-Forschungszentrum in Kopenhagen, wo er zugleich als Übersetzer und Kommentator tätig war. 2009 bis 2016 war Schreiber Wissenschaftlicher Mitarbeiter am Lehrstuhl für Systematische Theologie und Religionsphilosophie der Goethe-Universität Frankfurt, wo er 2012 mit einer Arbeit über Kierkegaards Glaubenstheorie zum Dr. theol. promoviert wurde. 2022 erfolgte die Habilitation im Fach Systematische Theologie mit einer Arbeit zu Sexualität und Gewalt.
Von 2016 bis 2023 war Schreiber Akademischer Rat auf Lebenszeit am Institut für Theologie und Sozialethik (iths) der Technischen Universität Darmstadt. Gastprofessuren und Vertretungsprofessuren u. a. am Institut für Philosophie der Universität Island (2015), an der Evangelisch-Theologischen Fakultät der Universität Bonn (2022) und am Institut für Ethik und Theologie (IET) der Leuphana Universität Lüneburg (2023). Seit 2023 ist er Inhaber des Lehrstuhls für Evangelische Theologie unter besonderer Berücksichtigung der Sozial- und Technikethik an der Universität der Bundeswehr Hamburg.
Seine Arbeitsschwerpunkte sind Grundlagen- und Gegenwartsfragen der Angewandten Theologischen Ethik, Ethik der Digitalität und KI-Technologien (insb. KI-Textgeneratoren und Mensch-Maschine-Interaktionen) sowie der Anthropologie im interdisziplinären Wissenschaftsdiskurs. Schreiber ist Leiter und Mitglied verschiedener Projektgruppen des Zentrums verantwortungsbewusste Digitalisierung (ZEVEDI) sowie Übersetzer und Mitherausgeber der Deutschen Søren Kierkegaard Edition (DSKE) und der Kierkegaard-Studienausgabe.

## Auszeichnungen
- Leonore-Siegele-Wenschkewitz-Preis 2017.[4]
- Athene-Preis für Gute Lehre 2020 – Sonderpreis.[5]

## Publikationen (Auswahl)

### Monographien
- Apriorische Gewissheit. Das Glaubensverständnis des jungen Kierkegaard und seine philosophisch-theologischen Voraussetzungen (= Kierkegaard Studies Monograph Series, Bd. 30). Walter de Gruyter. Berlin/Boston 2014.
- Søren Kierkegaard in deutscher Sprache. Eine Gesamtbibliographie der Quellen und Sekundärliteratur von 1855–2015 (= Forum Religionsphilosophie, Bd. 34). LIT. Münster 2015.
- Happy Passion. Studies in Kierkegaard’s Theory of Faith (= Theologisch-Philosophische Beiträge zu Gegenwartsfragen, Bd. 20). Peter Lang Verlag. Berlin 2018.
- Im Dunkel der Sexualität. Sexualität und Gewalt aus sexualethischer Perspektive. Walter de Gruyter. Berlin/Boston 2022.

### Herausgeberschaften
- mit Markus Kleinert: Søren Kierkegaard: Ausgewählte Journale. Walter de Gruyter. Berlin/Boston 2013.
- mit Heiko Schulz: Kritische Theologie. Paul Tillich in Frankfurt (1929–1933)  (= Tillich-Research, Bd. 8). Walter de Gruyter. Berlin/Boston 2015.
- mit Markus Kleinert: Deutsche Søren Kierkegaard Edition, Bd. 5, Journale NB6-NB10. Walter de Gruyter. Berlin/Boston 2015.
- mit Jon Stewart: The Auction Catalogue of Kierkegaard’s Library. Ashgate. Farnham, 2015 (Kierkegaard Research: Sources, Reception and Resources, Bd. 20).
- Transsexualität in Theologie und Neurowissenschaften. Ergebnisse, Kontroversen, Perspektiven. Walter de Gruyter. Berlin/Boston 2016.
- mit Jon Stewart: Magnús Eiríksson. A Forgotten Contemporary of Kierkegaard  (= Danish Golden Age Studies, Bd. 10). Museum Tusculanum Press. Kopenhagen 2017.
- Diverse Identität. Interdisziplinäre Annäherungen an das Phänomen Intersexualität (= Schriften zu Genderfragen in Kirche und Theologie, Bd. 4). Studienzentrum der EKD für Genderfragen in Kirche und Theologie, Hannover 2018.
- mit Hermann-Josef Große Kracht: Wechselseitige Erwartungslosigkeit? Die Kirchen und der Staat des Grundgesetzes – gestern, heute und morgen. Walter de Gruyter. Berlin/Boston 2019.
- Das Geschlecht in mir. Neurowissenschaftliche, alltagsweltliche und theologische Beiträge zu Transsexualität. Walter de Gruyter. Berlin/Boston 2019.
- Interesse am Anderen. Interdisziplinäre Beiträge zum Verhältnis von Religion und Rationalität. Für Heiko Schulz zum 60. Geburtstag. Walter de Gruyter. Berlin/Boston 2019 (Theologische Bibliothek Töpelmann, Bd. 187).
- mit Markus Kleinert: Deutsche Søren Kierkegaard Edition, Bd. 7, Journale NB15-NB20. Walter de Gruyter. Berlin/Boston 2021.
- mit Claudia Maier-Höfer: Praktiken von Transdiskursen. Ein multidisziplinärer Zugang. Springer VS. Wiesbaden 2022.
- mit Lukas Ohly: KI:Text. Diskurse über KI-Textgeneratoren. Walter de Gruyter. Berlin/Boston 2024.